# Psychotria horsfieldiana
Psychotria horsfieldiana är en måreväxtart som beskrevs av Friedrich Anton Wilhelm Miquel. Psychotria horsfieldiana ingår i släktet Psychotria och familjen måreväxter. Inga underarter finns listade i Catalogue of Life.